# Thung lũng Naltar

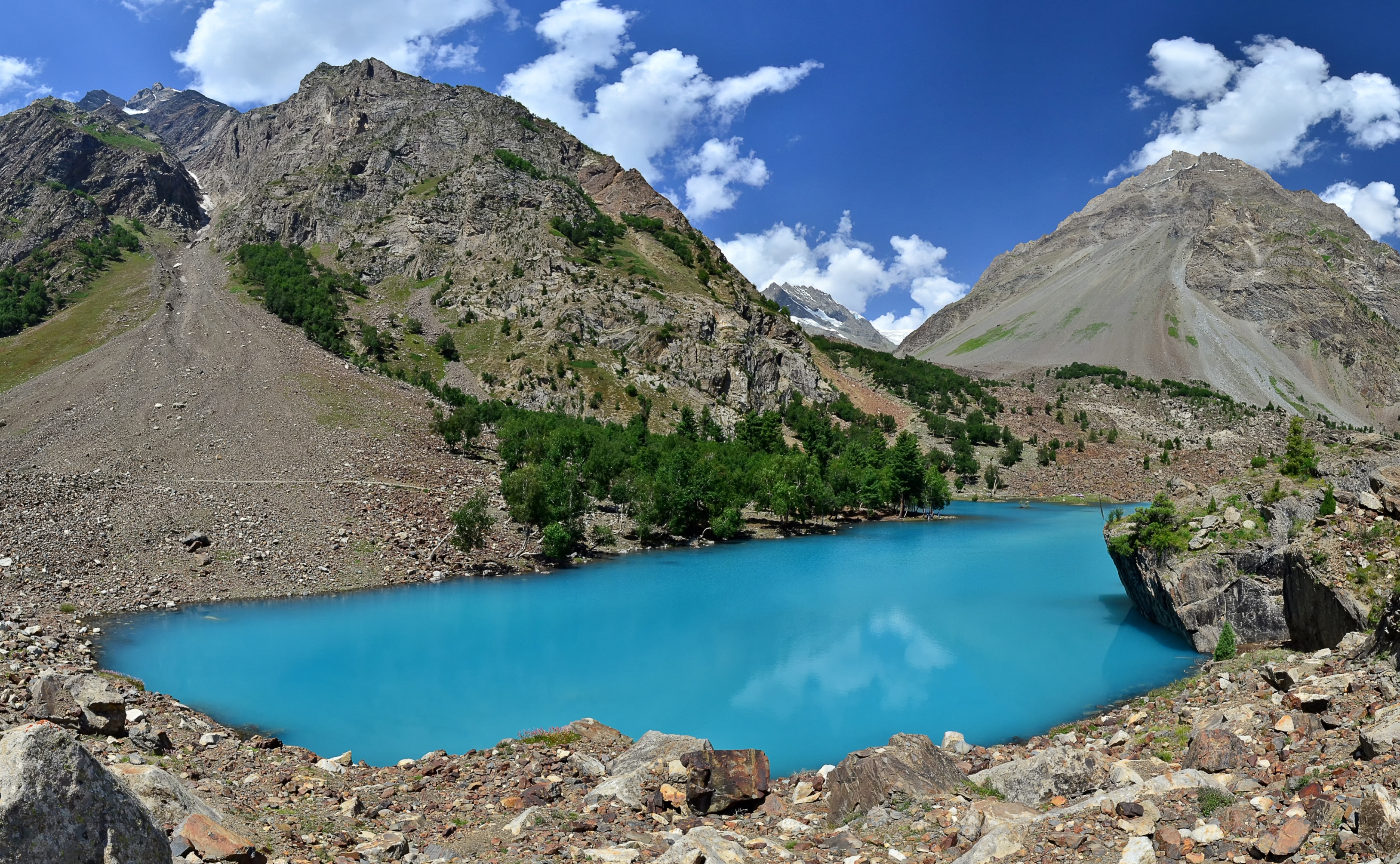
Bashkiri Lake is one of the popular Naltar lakes

Naltar là tên của một thung lũng gần Gilgit, thung lũng Hunza và thung lũng Nomal, tỉnh Gilgit-Baltistan của Pakistan. Thung lũng này cách Gilgit 40 km (20 dặm) và có thể dễ dàng đến đây bằng xe jeep.
Có hai ngôi làng trong thung lũng này, một tên là Naltar Bala và Naltar Pine. N. Pine thì cách Gilgit 34 km (21 dặm) và N. Bala thì cách 40 km (25 dặm). Ở giữa thung lũng này với thành phố Gilgit thì có một ngôi tên là Nomal. Và có một con đường đi qua ngôi làng ấy chính là con đường tơ lụa nối với Trung Quốc.
Từ ngày 22 tháng 11 năm 1975, thung lũng này chính thức trở thành khu vực bảo tồn thiên nhiên.

## Các dự án thủy điện ở Naltar
Gần đây nhất, chính phủ Pakistan đã cho xây dựng một nhà máy thủy điện với công suất 18 MW tên là Hydropower Plant-IV ở gần làng Naltar Pine (hiện nó đã đi vào hoạt động từ tháng 10 năm 2007). Ngoài ra, nơi đây còn có hai nhà máy thủy điện khác nhỏ hơn là Naltar I và Naltar II với công suất là 2.28 MW. Lượng điển năng tạo ra từ 3 nhà máy này đáp ứng yêu cầu tiêu thụ điện trong khu vực cũng như là Gilgit. Còn 2 nhà máy Naltar III và Naltar V với công suất lần lượt là 16 MW và 14.4 MW thì đang xây dựng.

## Giáo dục
Việc giáo dục ở thung lũng này còn rất lạc hậu và tỷ lệ của nó rất thấp.  Do đó một trường cấp 3 của chính phủ và một trường giáo dục công cộng NLI ở làng Naltar Bala cùng với một trường cấp 2 hiện đang được xây dựng.

## Naltar
Thung lũng này có 3 cái hồ và chúng được biết đến chung với tên gọi là Bashkiri. Ba hồ này cách làng Naltar Bala 13 km (8 dặm). Con đường từ làng đến hồ thì không trải đá, hẹp, dọc theo một con suối bắt nguồn từ những ngọn núi từ đầu đến cuối. Vào mùa đông, ta không thể sự dụng bất kì một phương tiện giao thông nào để đến đó bởi vì lớp tuyết đến 10 đến 15 feet trên đường đi.